# Южни Шетландски острови
 Южните Шетландски острови (на английски: South Shetland Islands) са група вулканични острови, разположени на границата между Тихия океан на запад и Атлантически океан на изток. На север широкият проток Дрейк ги отделя от Южна Америка, а на юг протокът Брансфийлд (ширина 120 km) от Антарктическия полуостров.

## Географска характеристика
Архипелагът се простира на повече от 500 km от изток-североизток на запад-югозапад. Площ 3687 km². Състои се от 13 по-големи (от изток на запад) – Кларънс (Шишков), Елефант (Мордвинов), Гибс (Рожнов), Бриджман (Елена), Кинг Джордж (Ватерлоо), Нелсън (Лайпциг), Робърт (Полоцк), Гринуич (Березина), Ливингстън (Смоленск), Дисепшън (Тейл), Сноу (Малък Ярославец), Смит (Бородино) и Лоу и множество по-малки острови и скали. Бреговата линия на всички острови е силно разчленена, изпъстрена в множество малки заливи и полуострови. Изградени са от вулканични, метаморфни и частично седиментни скали. Релефът е предимно планински. Най-високата им точка е връх Фостър 2105 m (на остров Смит), изкачен за пръв път от новозеландска експедиция начело с Грег Ландрет през 1996 г. Преобладаваща част от повърхността на островите (80 – 90%) е покрита с ледникови шапки, които на много участъци формират бреговата линия. Климатът е морски, антарктически, с много постоянна температура която рядко надвишава 3 °C през лятото и пада под –11 °C през зимата. Растителността е представена основно от мъхове и лишеи. Островите са любимо леговище на множество морски бозайници – тюлени, моржове, морски лъвове и др.

## Историческа справка
Островите са открити от английския търговец Уилям Смит с брига „Уилямс“, който вижда остров Ливингстън на 19 февруари 1819 г. Същата година Смит се връща на островите през октомври, когато открива остров Кинг Джордж, слиза на него на 16 октомври и го обявява за британско владение. През декември заедно с лейтенант Едуард Брансфийлд проучват и частично картират островите. Новото откритие бързо привлича английски и американски ловци на тюлени. Първият кораб, който пристига за лов на тюлени, е „Еспирито Санто“ под командата на капитан Джозеф Херинг, нает от английски търговци в Буенос Айрес. Английският екипаж на кораба слиза на остров Ръгед (Неравен) край Ливингстън в коледния ден на 1819, и обявява островите за собственост на крал Джордж III. Една година по-късно (от 25 до 29 януари 1821 г.) почти всички острови на архипелага са открити и нанесени на карта от руската антарктическа екпедиция (1819 – 21), ръководена от Фадей Белингсхаузен и Михаил Лазарев, които наименуват всички открити от тях острови в чест на населените места, при които руската армия е извоювала победа в сраженията с френската армия на Наполеон.
Към суверенитета на островите са предявени формални претенции от Великобритания (1908), Чили (1940) и Аржентина (1943). Съгласно Антарктическия договор териториалните претенции южно от 60 ° ю.ш. са замразени, и островите са открити за невоенно ползване, най-вече научни изследвания и туризъм.
На островите са разположени научни бази на редица страни, включително Фераз (Бразилия), Мачу Пикчу (Перу), Арцтовски (Полша), Карлини (бивша Хубани, Аржентина), Крал Седжонг (Южна Корея), Артигас (Уругвай), Белингсхаузен (Русия), Фрей (Чили), Великата Стена (Китай), Педро Висенте Малдонадо (Еквадор), Артуро Прат (Чили), Св. Климент Охридски (България), Хуан Карлос I (Испания) и Ширеф (САЩ и Чили).

## Карти
- Chart of South Shetland including Coronation Island, &c. from the exploration of the sloop Dove in the years 1821 and 1822 by George Powell Commander of the same. Scale ca. 1:200000. London: Laurie, 1822.
- King George Island Geographic Information System.
- L. L. Ivanov et al. Antarctica: Livingston Island and Greenwich Island, South Shetland Islands (from English Strait to Morton Strait, with illustrations and ice-cover distribution). Scale 1:100000 topographic map. Antarctic Place-names Commission of Bulgaria, Sofia, 2005.
- Л. Иванов. Антарктика: Остров Ливингстън и острови Гринуич, Робърт, Сноу и Смит. Топографска карта в мащаб 1:120000. Троян: Фондация Манфред Вьорнер, 2009. ISBN 978-954-92032-4-0
- L.L. Ivanov. Antarctica: Livingston Island and Smith Island. Scale 1:100000 topographic map. Manfred Wörner Foundation, 2017. ISBN 978-619-90008-3-0
- Antarctic Digital Database (ADD). Scale 1:250000 topographic map of Antarctica. Scientific Committee on Antarctic Research (SCAR). Since 1993, regularly upgraded and updated.

## В литературата
- На островите се развива действието на трилъра Корабът убиец с автори Елизабет Круз и Бо Рифънбърг (под общия псевдоним Саймън Бофърт).[1][2]